# Dominique Vugts
Dominique Vugts ('s-Hertogenbosch, 13 november 1987) is een Nederlandse voetbalster die uitkwam voor Willem II, FC Utrecht, SC Telstar VVNH, ADO Den Haag en AFC Ajax. Ook speelde ze drie interlands.

## Carrière
Op 8-jarige leeftijd kwam Vugts bij de voetbalvereniging OSC '45 terecht. Al vroeg moest ze een keuze maken tussen voetbal en badminton. Dat haar keus op voetbal viel bleek een goede. Via RKVV Wilhelmina kwam Vugts op jonge leeftijd bij ODC terecht. De club uit Boxtel speelde toen in de hoofdklasse, op dat moment het hoogste niveau voor vrouwenvoetbal in Nederland.
In de zomer van 2004 maakte ze de overstap naar Ste.Do.Co, aangezien ODC gedegradeerd was uit de hoofdklasse. In haar eerste seizoen bij Ste.Do.Co maakte ze op 17-jarige leeftijd al haar debuut in het Nederlands elftal. Op 29 oktober 2005 viel ze in, in de wedstrijd tegen Oostenrijk die met 0-1 werd gewonnen. Haar tweede interland zou ze echter pas in 2008 spelen. In de zomer van 2006 maakte ze de overstap naar SV Saestum dat het jaar daarvoor landskampioen was geworden. In dat jaar won ze de Supercup met SV Saestum en kwam ze ook uit in de UEFA Women's Cup. Aan het eind van dat seizoen maakte ze de overstap naar Willem II om mee te doen met de nieuwe Eredivisie voor vrouwen. Na drie seizoenen Willem II volgden twee seizoenen FC Utrecht. In 2012 stapte ze over naar SC Telstar VVNH. In 2015 stapte ze over naar ADO Den Haag. Na een jaar tekende ze in 2016 voor AFC Ajax. Na een jaar Ajax ging ze spelen voor de amateurs van HZVV.

## Erelijst
- Supercup: 2006 (SV Saestum), 2010 (FC Utrecht)

## Overzicht
| Seizoen | Club         | Land      | Competitie  | Wedstrijden | Doelpunten |
| ------- | ------------ | --------- | ----------- | ----------- | ---------- |
| 2007/08 | Willem II    | Nederland | Eredivisie  | 20          | 9          |
| 2008/09 | Willem II    | Nederland | Eredivisie  | 21          | 10         |
| 2009/10 | Willem II    | Nederland | Eredivisie  | 17          | 3          |
| 2010/11 | FC Utrecht   | Nederland | Eredivisie  | 20          | 10         |
| 2011/12 | FC Utrecht   | Nederland | Eredivisie  | 16          | 2          |
| 2012/13 | Telstar      | Nederland | BeNe League |             |            |
| 2013/14 | Telstar      | Nederland | BeNe League |             |            |
| 2014/15 | Lierse SK    | Nederland | BeNe League |             |            |
| 2015/16 | ADO Den Haag | Nederland | Eredivisie  |             |            |
| 2016/17 | AFC Ajax     | Nederland | Eredivisie  | 12          | 1          |
| Totaal  | Totaal       | Totaal    | Totaal      | 106         | 35         |

Laatste update 23 mei 2012 11:18 (CEST)